# Kiribati na Svjetskom prvenstvu u atletici 2015.
Kiribati se na Svjetskom prvenstvu u atletici 2015. u Pekingu natjecala od 22. do 30. kolovoza s jednim predstavnikom u utrci na 100 metara.

## Rezultati

### Muškarci

#### Trkačke discipline
| Atletičar     | Disciplina | Kvalifikacije | Kvalifikacije | Završnica             | Završnica             |
| Atletičar     | Disciplina | Rezultat      | Plasman       | Rezultat              | Plasman               |
| ------------- | ---------- | ------------- | ------------- | --------------------- | --------------------- |
| Kimwaua Makin | 100 metara | 11.98 SB      | 25.           | Nije se kvalificirao. | Nije se kvalificirao. |